# Microtus agrestis
Campagnol agreste
Pour les articles homonymes, voir Campagnol.
Espèce
Statut de conservation UICN

 LC  : Préoccupation mineure
Le Campagnol agreste (Microtus agrestis) est une espèce de rongeurs de la famille des Cricétidés.
Comme tous les Microtus il possède un corps trapu et un museau arrondi. Le pelage est brun-roux tirant parfois vers le gris sur le dos et devient plus gris-blanc sur le ventre. Le corps mesure de 8 à 13 cm auxquels il faut rajouter une queue d'environ 4 cm.
C'est une espèce des terrains assez humides, des friches et des broussailles ; elle évite les terrains trop à découvert.

## Biologie
C'est une espèce sociable, active de jour comme de nuit et qui n'hiberne pas. Elle peut présenter des pullulations régulières. Les galeries sont superficielles. Elle se nourrit de végétaux, racines et graines. Les insectes ne sont pas non plus dédaignés.

## Reproduction
Les femelles ont de 3 à 5 portées par an du printemps à l'automne. La gestation dure 3 semaines. les jeunes sont capables de se reproduire au bout de 7 semaines. La longévité est inférieure à 2 ans.

## Répartition et habitat
Eurasiatique, il vit dans les prairies, les bois, les tourbières et sur les rives des cours d'eau. Il a une préférence pour les habitats humides.